# Асбьорн Халворсен
Асбьорн „Аси“ Халворсен (на норвежки: Asbjørn "Assi" Halvorsen 3 декември 1898 – 16 януари 1955) е норвежки футболист (атакуващ полузащитник), играл за Сарпсборг немския Хамбургер. Национален състезател на Норвегия, за които играе в 19 мача. Учавства на Олимпийските игри през 1920 година в Антверпен, Белгия. Печели бронзовите медали след победа над Полша като треньор на Норвегия на Олимпийските игри през 1936 година в Берлин, като на четвъртфиналите пред очите на Хитлер, бие непобедимия отбор на Германия.

## Биография
Роден в Сарпсборг. Син на пекар. Женен два пъти, първия за германка, втория за норвежка. Пристига в Германия през 20-те години на миналия век, заради работата си на корабен брокер. Става три пъти шампион с Хамбургер. Халворсен е водещ играч в клуба и е считан за една от първите чуждестранни звезди в историята на немския футбол.
През 1941 година на финала за Купата на Норвегия шефът на окупационната администрация Йозеф Тербьовен настоява да даде началния сигнал на мача, но Халворсен не позволява, тъй като подобна чест се оказва единствено на членовете на норвежкото кралско семейство (в изгнание по това време). Заради това едва не е убит, а е тикнат в затвора „Молергат“, а впоследствие тръгва из немските концлагери (Грини, Нацвайлер, Некарелц, Ванинген и Нойенгам). Освободен е през 1945 година като изглуждал по-скоро мъртъв, отколкото обратното. Бил е болен от тиф и е тежал 40 кг. По това време командир на концлагера в Нойенгам е бил Ото Хардер (бивш негов съотборник от „Хамбургер“)

## Успехи

### Като футболист
Сарпсборг
- Купа на Норвегия: 
  -  Носител (1): 1917

 Хамбургер
- Майстершале:
  -  Шампион (3): 1921/22 (служебна, след прекратяването на финалните двубои с „Нюрнберг“, но клубът се отказва от нея), 1922/23, 1927/28

### Като треньор
Летни олимпийски игри 1936:
- Бронзов медал (1): 1936